# Aphrodita talpa
Aphrodita talpa är en ringmaskart som beskrevs av Jean Louis Armand de Quatrefages de Bréau 1866. Aphrodita talpa ingår i släktet Aphrodita och familjen Aphroditidae.
Artens utbredningsområde är havet kring Nya Zeeland. Inga underarter finns listade i Catalogue of Life.